# Fachhochschule für Verwaltung des Saarlandes
Die Fachhochschule für Verwaltung des Saarlandes (FHSV) ist die Verwaltungsfachhochschule des Saarlandes. Sie dient der Ausbildung der Anwärter für den gehobenen Dienst. Träger ist das Saarländische Ministerium für Inneres, Bauen und Sport.

## Geschichte
Die Fachhochschule für Verwaltung des Saarlandes wurde auf Grund des Gesetzes über die Fachhochschule für Verwaltung (Fachhochschulgesetz-Verwaltung) (FHSVG) vom 27. Februar 1980 gegründet. Zum 1. Juni 1981 nahm die Fachhochschule den Studienbetrieb auf. Zu Beginn hatte sie ihren Sitz in Saarbrücken-St. Johann in den Räumlichkeiten der ehemaligen Pädagogischen Hochschule des Saarlandes. 1987 erfolgte der Umzug nach Saarbrücken-Dudweiler sowie 2012 nach Quierschied-Göttelborn.

## Rektoren
- 1981-: Klaus-Jürgen Viergutz
- Klaus-Ludwig Haus
- Corinna Miller
- Seit dem 1. März 2024: Christopher Wolf

## Studienangebot
Die Fachhochschule für Verwaltung hat folgende Fachbereiche:
- Ausbildung Allgemeiner Verwaltungsdienst
- Ausbildung Polizeivollzugsdienst

Darüber hinaus bietet sie Fortbildungsseminare in den Bereichen:
- Allgemeine Fortbildung
- Polizeiliche Fortbildung

An Absolventen wird der Hochschulgrad „Diplom-Verwaltungswirtin / Diplom-Verwaltungswirt“ verliehen. Eine Umstellung auf einen Bachelor-Studienabschluss ist derzeit nicht geplant.

## Bekannte Absolventen
- Eugen Roth (* 1957), Politiker (SPD), 2004–2022 Abgeordneter im Landtag des Saarlandes
- Jürgen Barke (* 1962), Politiker (SPD), seit 2022 saarländischer Minister für Wirtschaft, Innovation, Digitales und Energie

## Belege
1. ↑  Statistischer Bericht - Statistik der Studierenden - Sommersemester 2023, Tabelle 21311-07. (XLSX; 1,1 MB) Statistisches Bundesamt, abgerufen am 23. April 2024.
2. ↑  Statistischer Bericht - Statistik des Hochschulpersonals 2022, Tabelle 21341-10. (XLSX; 1,5 MB) Statistisches Bundesamt, abgerufen am 23. April 2024.
3. ↑  https://www.gdp.de/gdp/gdpsl.nsf/id/DP2006_DE/$file/0608.pdf
4. ↑  https://www.saarland.de/fhsv/DE/themen-aufgaben/aufgaben/avd/avd_node.html

Koordinaten: 49° 20′ 38,6″ N, 7° 2′ 17″ O